# Spiš
Spiš (în germană Zips sau Zipser Land, în maghiară Szepes, în poloneză Spisz, română Spiș în latină Scepusium) este o regiune din nord-estul Slovaciei precum și o parte mică din Voievodatul Polonia Mică din sud-estul Poloniei (care cuprinde 14 sate). Spiš este un nume informal al teritoriului, aceasta nefiind o regiune administrativă actuală, teritoriul acesteia corespunzând în trecut însă comitatului Szepes (germană Komitat Zips) din Ungaria de Sus, Regatul Ungariei. Din punct de vedere etnografic pentru mica minoritate germană a regiunii, Spiš poate fi împărțit în două sub-regiuni, mai precis Oberzips (i.e. Zipsul de Sus), în proximitatea Munților Tatra, respectiv Unterzips (i.e. Zipsul de Jos) în Göllnitztal.

## Așezare
Ținutul este situat în nordul Slovaciei, o parte în regiunea „Tatra Mare” și o parte se întinde spre est. La sud este mărginită de „Tatra Mică”, munții „Slovenské rudohorie” (Munții Mineralieri slovaci) iar în vest de regiunea Liptov. Ținutul este străbătut de râurile  Poprad și Hornád. În prezent, pe teritoriul acestuia se regăsesc regiunile Košice și Prešov cu orașele Poprad (germană Deutschendorf), Levoča (germană Leutschau), Spišská Nová Ves (germană Neudorf/Neuendorf) și centrul cultural Kežmarok (germană Kesmark/Käsmark).

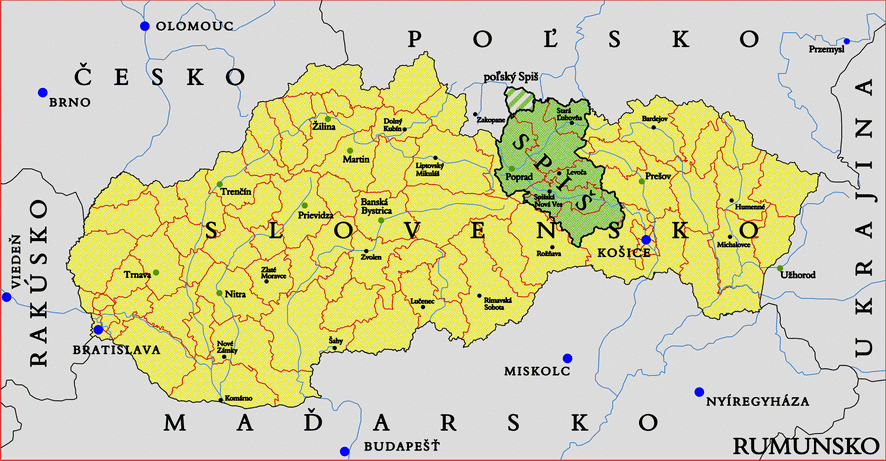
Regiunea Spiš/Zips (Țips) pe harta Slovaciei

## Istoric
A fost un ținut locuit la început de slovaci, fiind în secolul XI cucerit de unguri, iar la ca. 100 de ani mai târziu este organizată ca un comitat: „Comitatul Szepes” (latină Comitatus Scepusiensis). Până în anul 1802, ținutul era subdivizat în „Parvus comitatus, Sedes superior, Sedes X lanceatorum”, sedes însemnând scaun ca o unitate teritorială în limba latină, similar cu ceea ce aveau sașii în Transilvania medievală sub autonomia lor locală cunoscuta ca „Universitatea Săsească” (i.e. ca parte a celor „Șapte Scaune”). Orașele țipțerești se autoguvernau pe baza legii Zipser Recht (i.e. Legea Zipser) sau Zipser Willkür, o lege medievală germană precum legea Magdeburg (germană Magdeburger Recht), având beneficii sau privilegii din carta legală Zipser Freibrief de asemenea. Aceste orașe au format o uniunea, ligă sau asociație economică, politică și militară de asemenea în secolul al XIV-lea, mai precis Uniunea celor 24 de orașe zipser (germană Der Bund der 24 Zipser Städte).
După invazia mongolă din anul 1242, au fost aduși de regele Ungariei în regiune coloniști germani compuși din mineri din zona Rinului de jos, Silezia și Germania centrală contemporană (dar și din Flandra sau Valonia), formându-se ulterior „Uniunea celor 24 de parohii Zips” (germană Der Bund der 24 Zipser Pfarreien) și o uniune a orașelor sub conducerea unui duce (i.e. greav/Zipser Graf) și judecător. Această uniune a țipțerilor a fost dizolvată din motive financiare în anul 1412 de regele Ungariei Sigismund de Luxemburg.
După ce Ungaria intră din nou în posesia regiunii (1772), orașele au format „Uniunea celor 16 orașe din Zips” (germană Provinz der 16 Zipser Städte), această administrație proprie a încetat în anul 1876 când s-a format din nou „Comitatul Szepes”. Ținutul ajunge sub administrație slovacă în 1918 după terminarea Primului Război Mondial și declararea Cehoslovaciei ca stat.

## Galerie

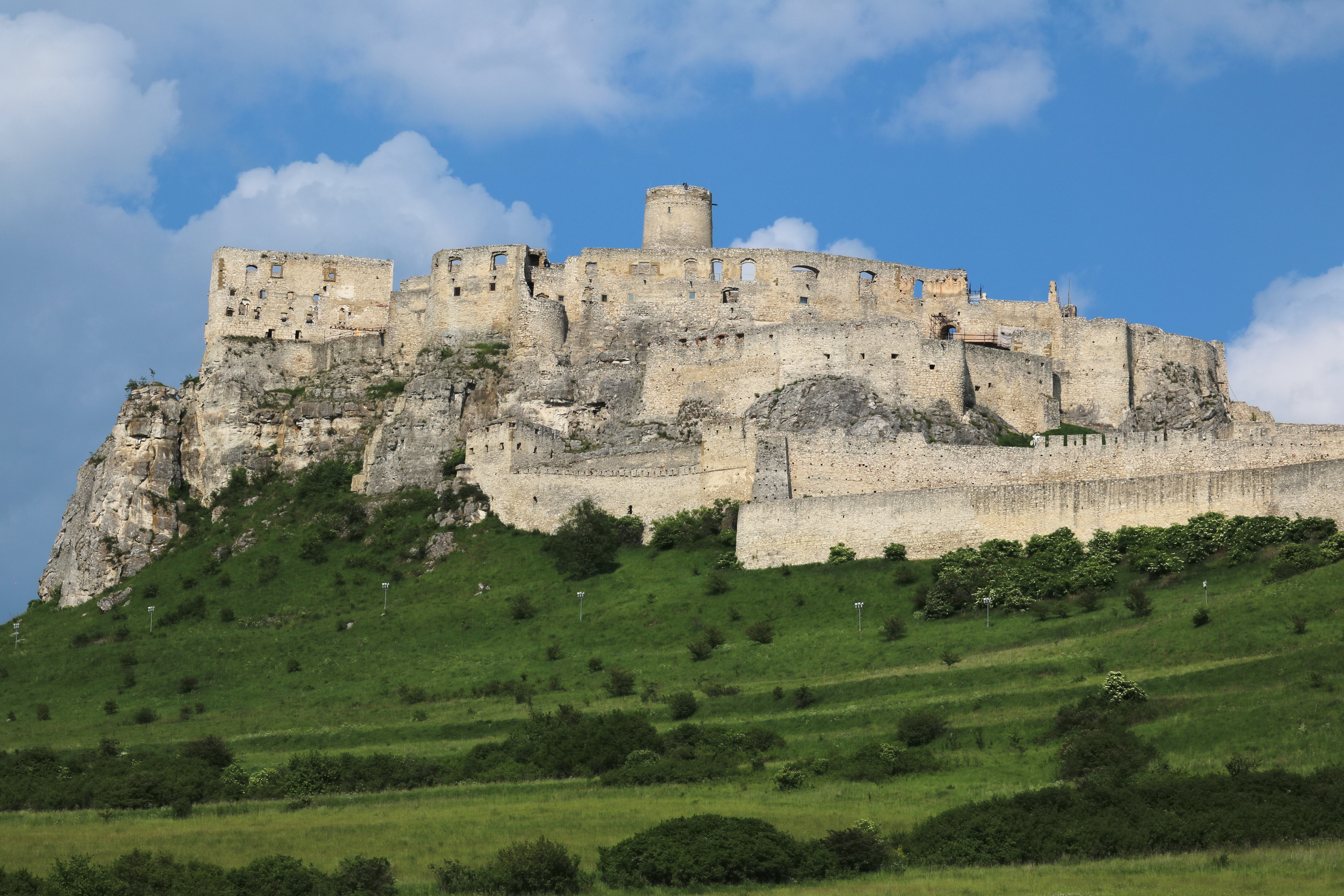
Cetatea Zips
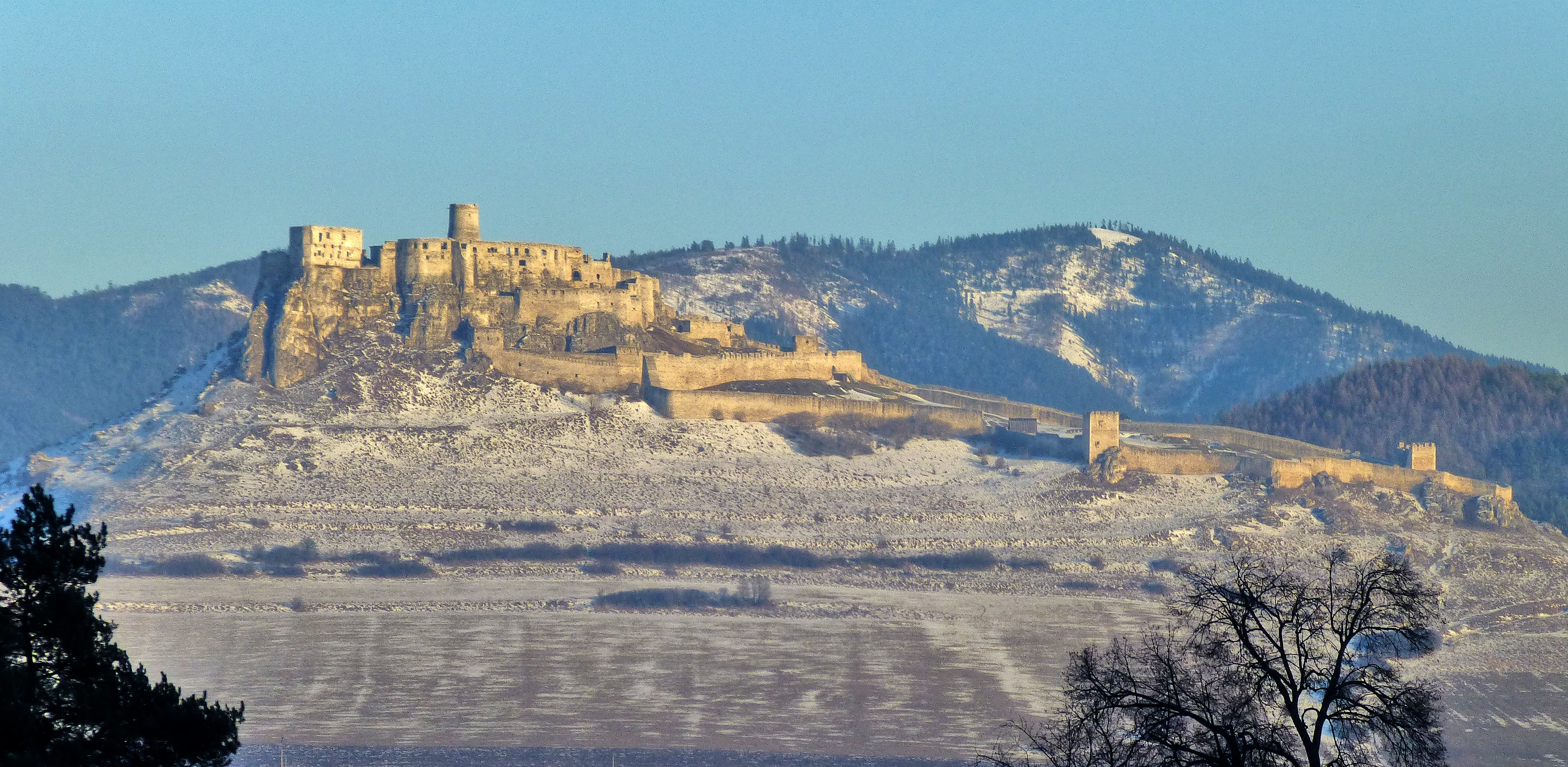
Cetatea Spiš/Zips văzută iarna
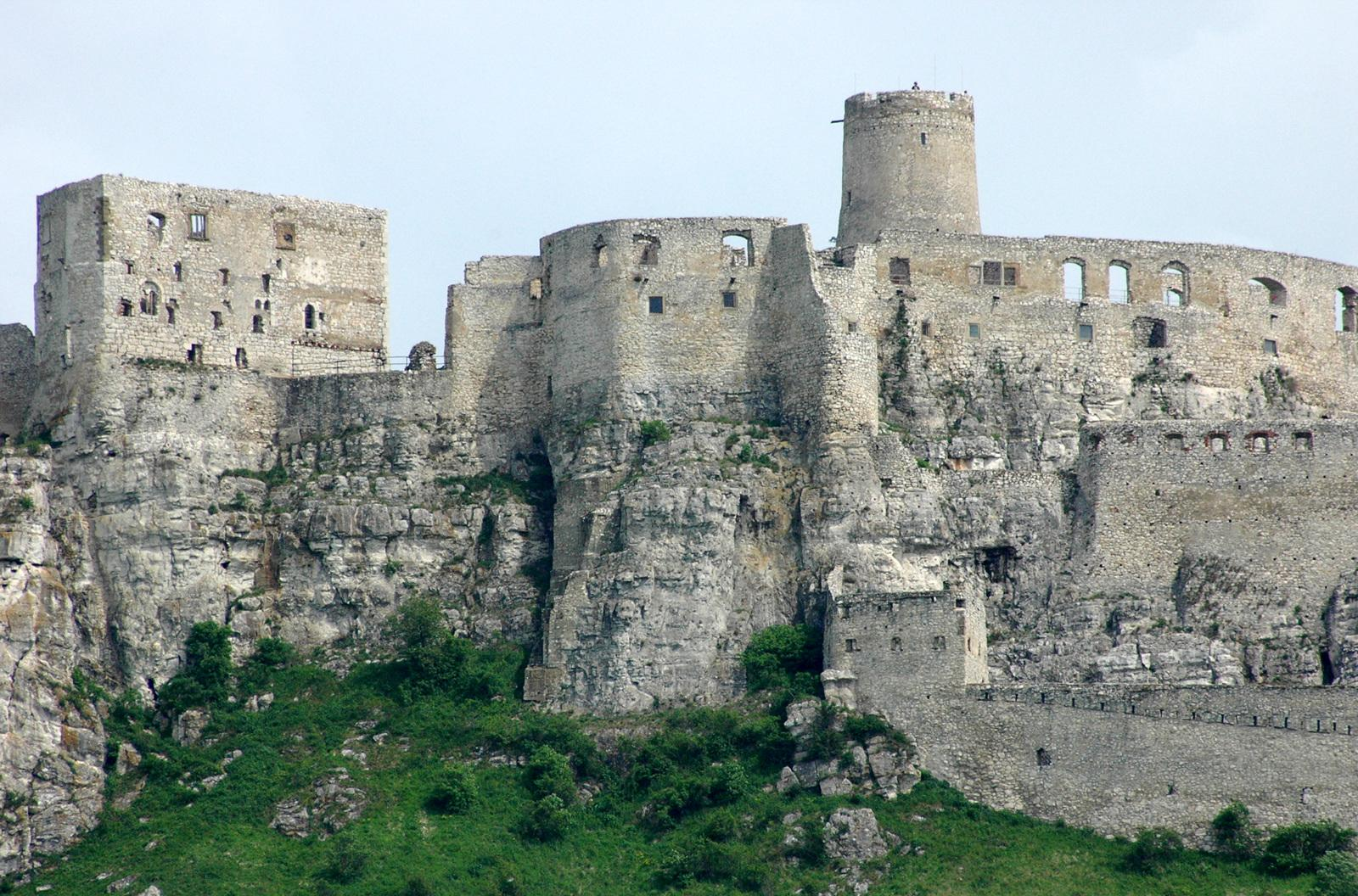
Fotografie a Cetății Spiš/Zips cu turnul acesteia
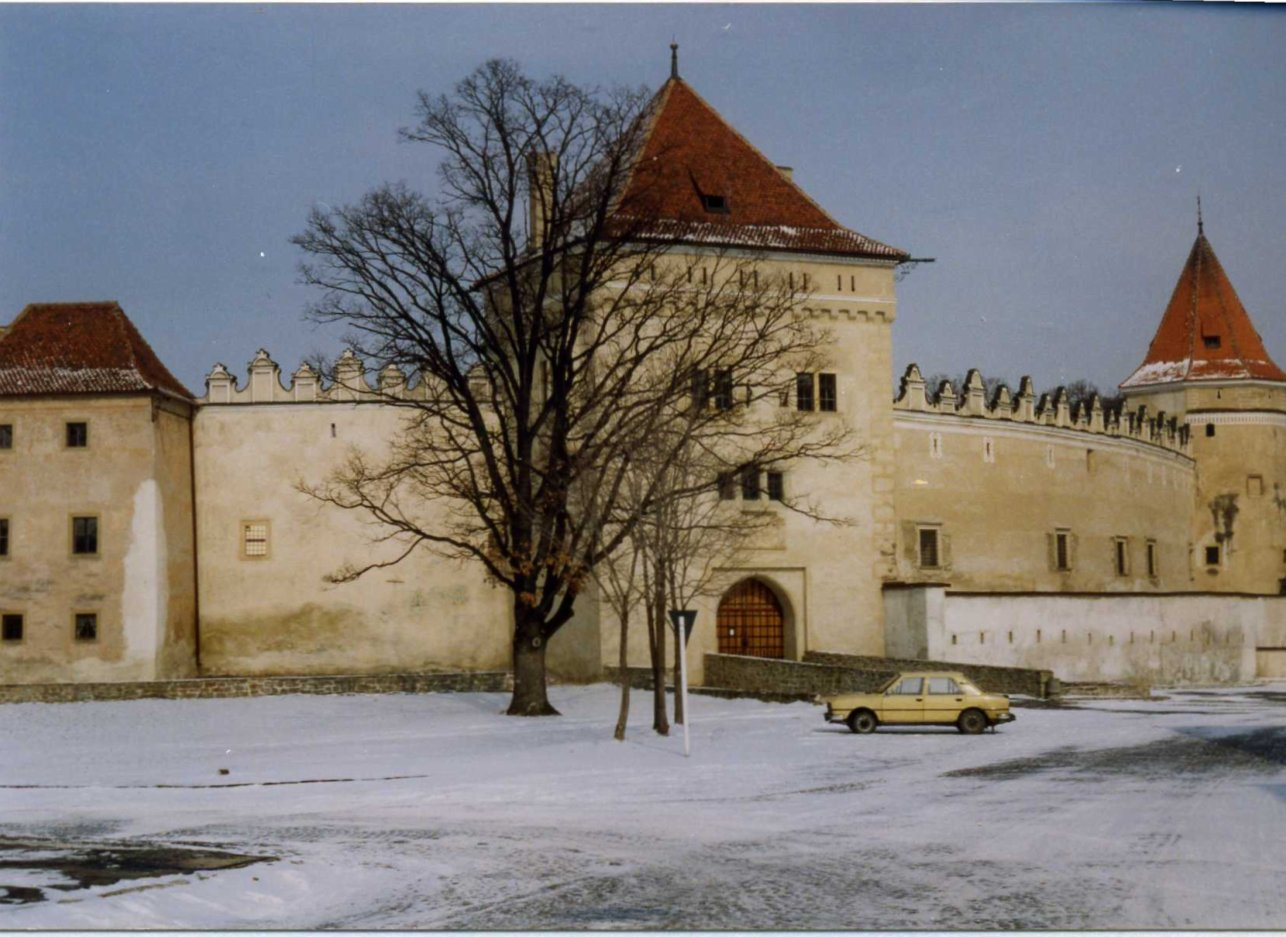
Castelul Kežmarok (Schloss Kesmark)
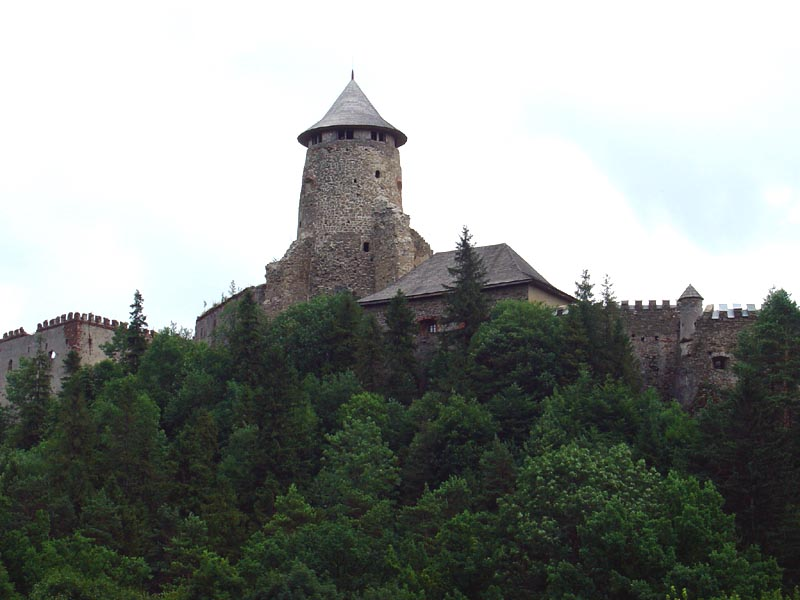
Castelul Lubovna din Stará Ľubovňa (Lublau / Altlublau)
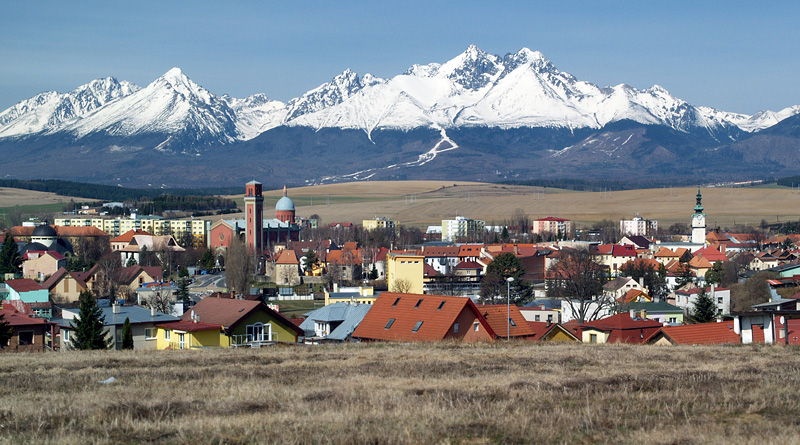
Vedere panoramică asupra orașului Kežmarok
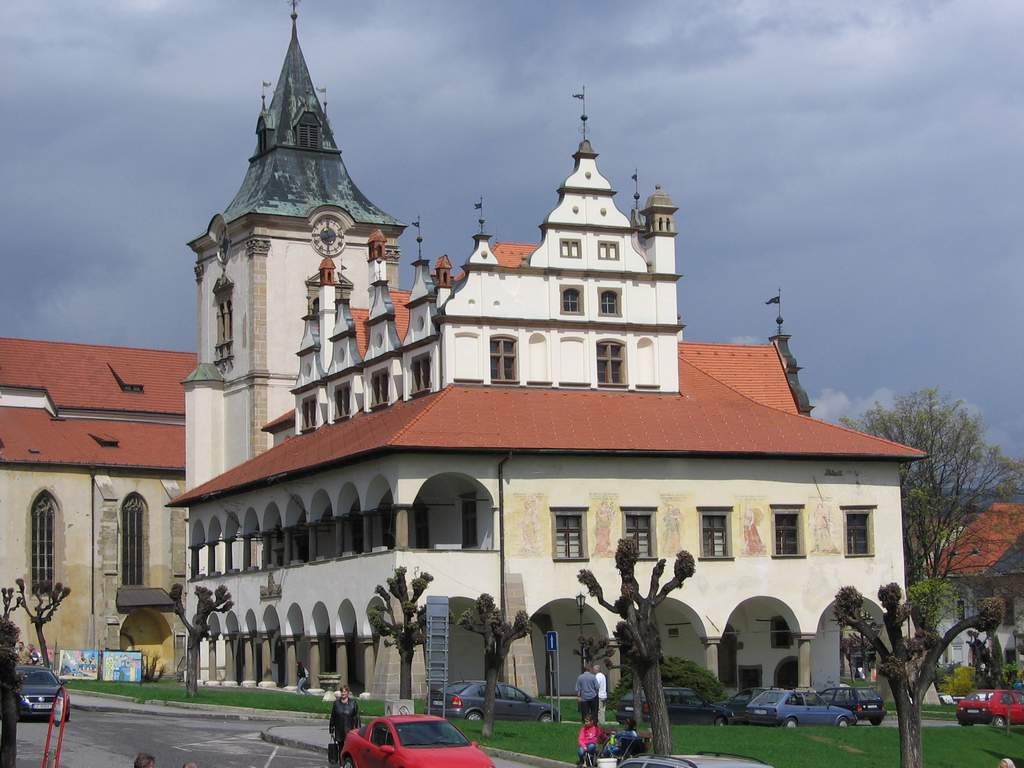
Primăria din Levoča
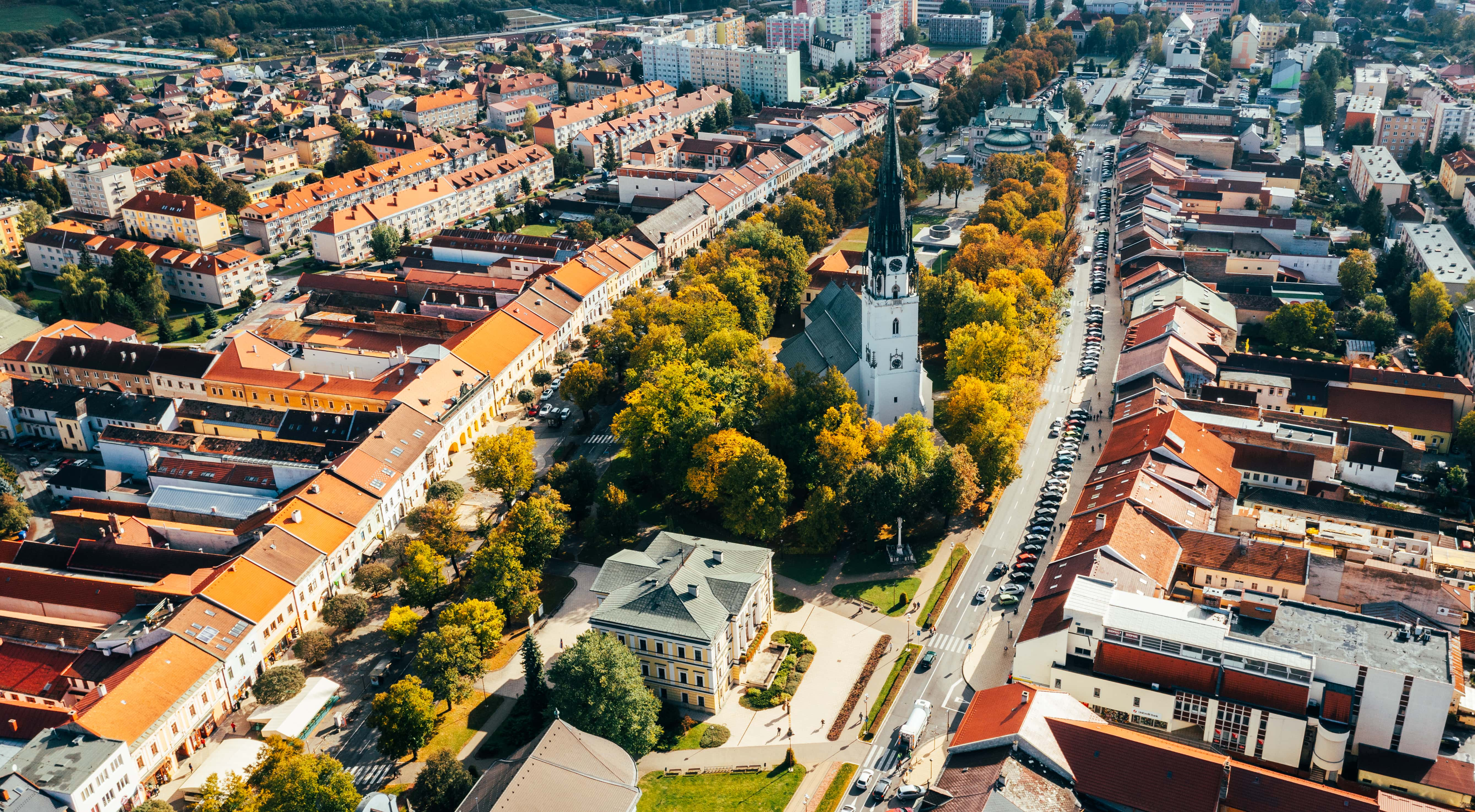
Centrul orașului Spišská Nová Ves
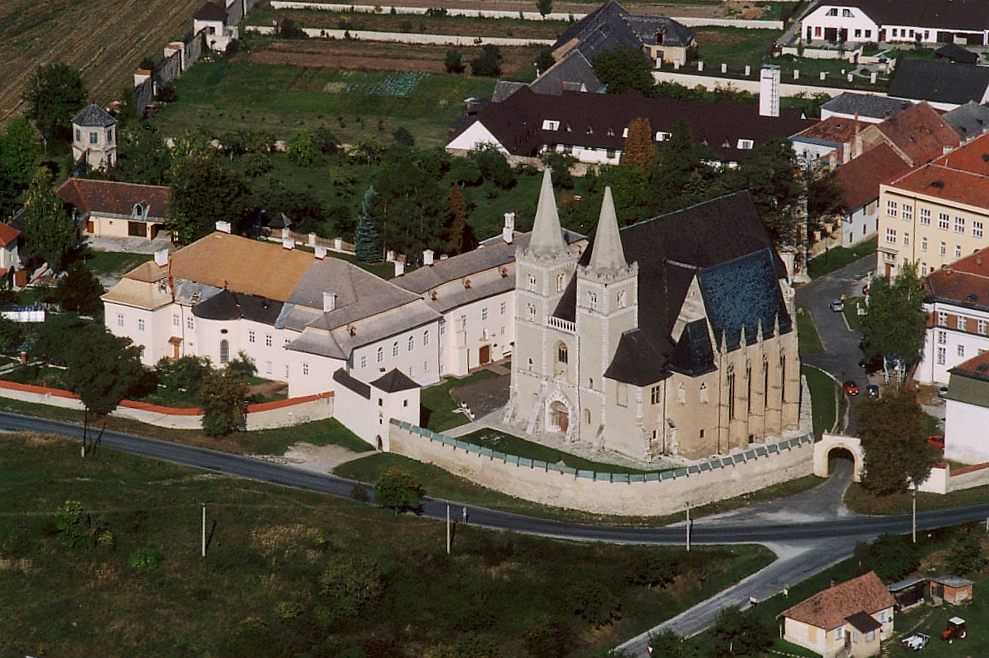
Catedrala din Spišská Kapitula (Zipser Kapitel), văzută de sus
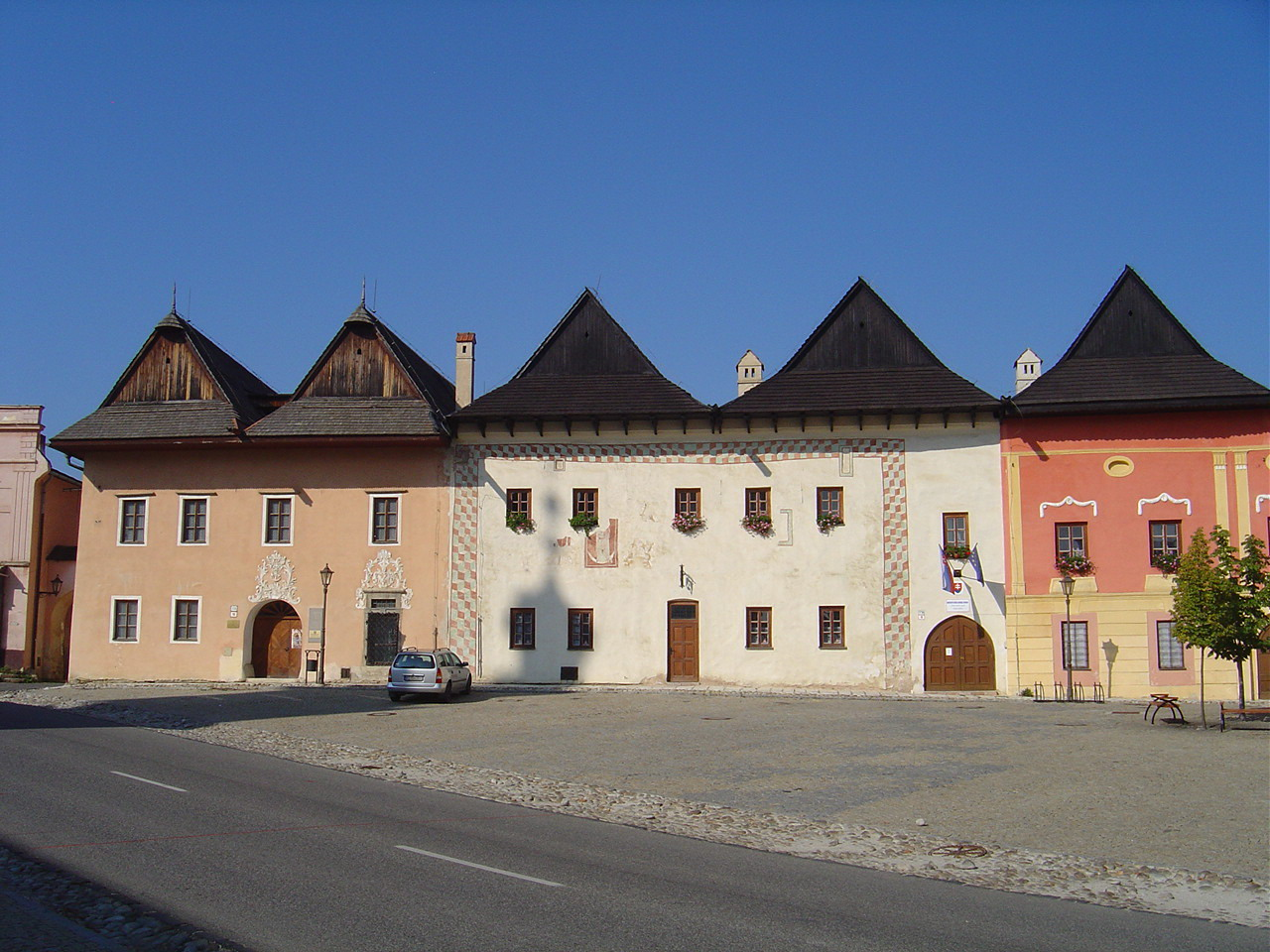
Case tradiționale țipțerești din Spišská Sobota (Georgenberg), un cartier din orașul Poprad (Deutschendorf)